# Jakobikirche (Kirchrode)

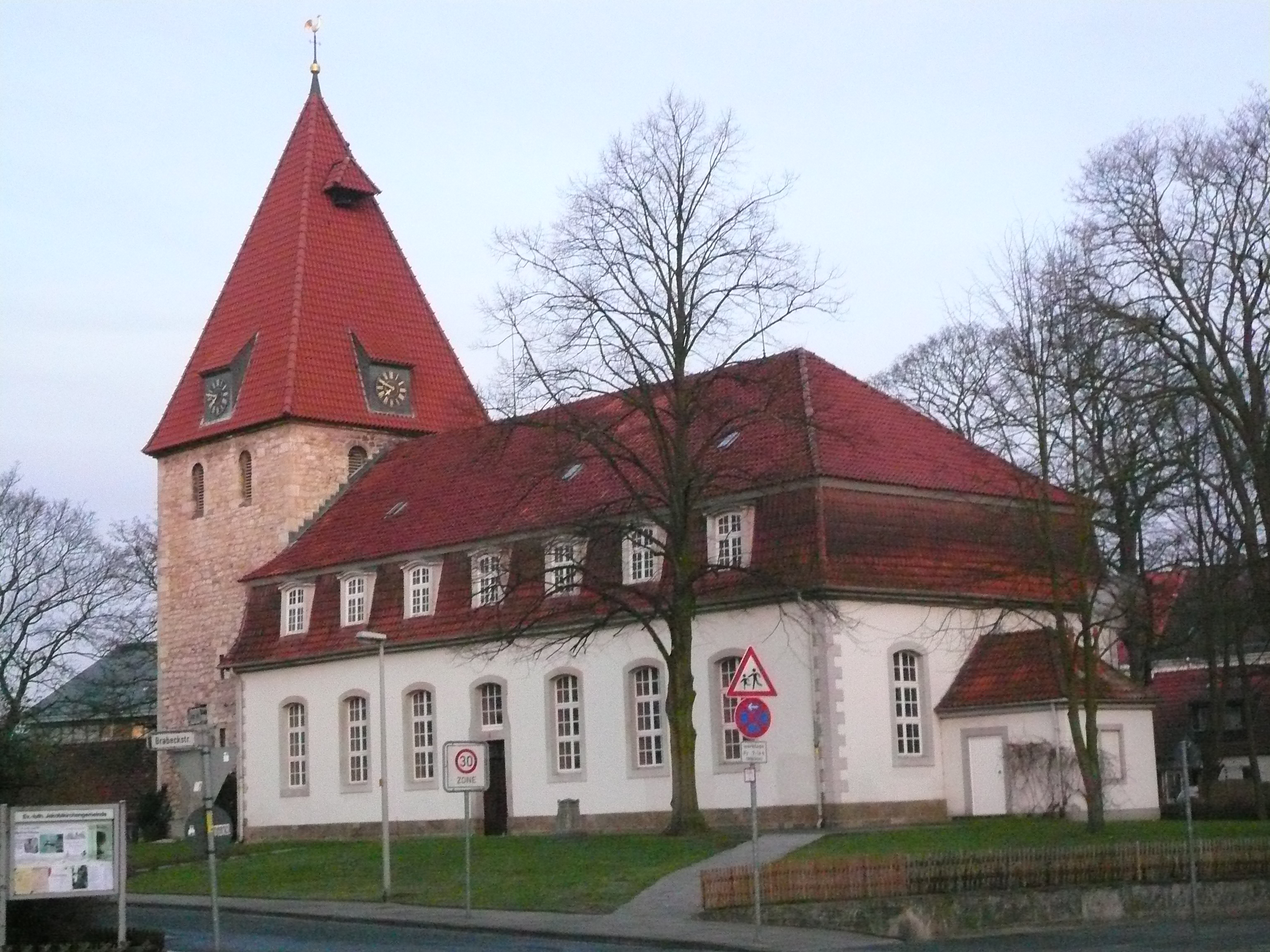
Jakobikirche Kirchrode

Die Evangelisch-lutherische Jakobikirche ist ein Kirchenbau in Hannover-Kirchrode.

## Geschichte
Der Ursprung der Jakobikirche reicht bis ins 12. Jahrhundert zurück. Ihre erstmalige urkundliche Erwähnung erfolgte 1295. Die damals im Bistum Hildesheim gelegene bischöfliche Patronatskirche war ein geistliches Zentrum für einen größeren Bezirk. Aus der mittelalterlichen Zeit stammt der heutige Kirchturm. Nach der Reformation wurde die Gemeinde um 1540 lutherisch. Nach dem Dreißigjährigen Krieg wurden die Sakristei und einige Vorbauten abgebrochen und nur teilweise wiederhergestellt. So fehlte bis 1777 eine Sakristei.
Die Wiederherstellung des Inneren der Kirche mit dem Bau einer neuen Kanzel, Emporen und Malereien dauerte bis Ende des 17. Jahrhunderts. 1679/80 schuf H. J. Schrader Bilder unter anderem mit Darstellungen der zwölf Apostel, Historien nach den Zehn Geboten, Passionsbilder, das Jüngste Gericht, Johannes der Täufer und Paulus.
Im Jahre 1701/02 erhielt die Kirche ihre erste Orgel. 1782 wurde das Kirchenschiff abgerissen, 1784 erfolgte die Einweihung des im Stil des Altbarock neugebauten Kirchenschiffes. Im Jahr 1809 erhielt die Kirche eine neue Orgel, die 1888 von einer monumentalen neugotischen Schleifladenorgel (F. Becker) abgelöst wurde.
Schon zuvor war der Friedhof um die Jakobikirche für weitere Bestattung zu klein geworden; 1864 wurde daher der neue, heute ebenfalls denkmalgeschützte Kirchröder Friedhof angelegt.
Bei einem der Luftangriffe auf Hannover im Zweiten Weltkrieg zerstörte am 4. November 1944 eine Luftmine die Kirche bis auf Turm und die Außenmauern. In den 1950er Jahren wurde die Kirche zunächst schrittweise wiederhergestellt und seit 1980 weiter restauriert.
Mit den Jahren wurden immer mehr Gemeindeteile als eigenständige Kirchengemeinden ausgegliedert. Bis zur Selbstständigkeit der St.-Johannis-Kirchengemeinde von Hannover-Bemerode im Jahr 1950 war die Jakobikirche Hauptkirche für Kirchrode und das Dorf Bemerode.
Die Gemeinde unterhielt einen Kindergarten, der heute in Trägerschaft des Kirchenkreises Hannover ist. 

## Die heutige Orgel
1989 erhielt die Kirche eine neue Orgel von der Orgelbauwerkstatt Hillebrand (Altwarmbüchen). Die Orgel wurde in Anlehnung an Silbermann-Orgeln disponiert. Das Schleifladen-Instrument hat 24 Register (1374 Pfeifen) auf zwei Manualen und Pedal. Die Spiel- und Registertrakturen sind mechanisch.
| I Hauptwerk C–g3 |             |    |
| 1.               | Prinzipal   | 8′ |
| 2.               | Rohrflöte   | 8′ |
| 3.               | Oktave      | 4′ |
| 4.               | Spitzflöte  | 4′ |
| 5.               | Quinte      | 3′ |
| 6.               | Cornett III |    |
| 7.               | Oktave      | 2′ |
| 8.               | Trompete    | 8′ |
| 9.               | Mixtur IV   |    |

| II Oberwerk C–g3 |           |       |
| 10.              | Gedackt   | 8′    |
| 11.              | Quintade  | 8′    |
| 12.              | Prinzipal | 4′    |
| 13.              | Rohrflöte | 4′    |
| 14.              | Oktave    | 2′    |
| 15.              | Nasard    | 3′    |
| 16.              | Larigot   | 1 ⁄3′ |
| 17.              | Tertia    | 1 ⁄3′ |
| 18.              | Sifflet   | 1′    |
| 19.              | Zimbel II |       |
|                  | Tremulant |       |

| Pedalwerk C–f1 |           |     |
| 20.            | Prinzipal | 16′ |
| 21.            | Posaune   | 16′ |
| 22.            | Oktavbass | 8′  |
| 23.            | Trompete  | 8′  |
| 24.            | Oktavbass | 4′  |

- Koppeln: II/I, I/P, II/P

## Glocken
Die älteste dokumentierte Glocke wurde in der ersten Hälfte des 14. Jahrhunderts gegossen. Später kamen weitere Glocken dazu. 1917 wurden alle Glocken bis auf die Glocke aus dem 14. Jahrhundert abgegeben. 1923 wurden als Ersatz zwei Stahlglocken beim Bochumer Verein gegossen. Zu diesen mit den Tönen e‘ und g‘ wollte man noch eine mit cis‘ gießen, jedoch konnte dies durch die Inflation nicht ermöglicht werden.
Im Zweiten Weltkrieg wurden die verbliebenen Bronzeglocken, die Glocke aus dem 14. Jahrhundert sowie die Uhrglocke, abgegeben. Nach dem Krieg fand man 1948 die Läuteglocke auf dem Glockenfriedhof in Hamburg wieder, jedoch hatte sie einen 25 cm langen Riss, weshalb man sie eingeschmolzen hat und der Gemeinde den Bronzepreis zahlte. Die Turmuhrenfabrik J. F. Weule beschaffte eine Uhrglocke für die Kirche. 1983 kam eine neue Uhrglocke mit dem Ton g'' in den Turm, die von der Glocken- und Kunstgießerei Rincker in Sinn gegossen wurde. 1984 wurde eine kleine Läuteglocke, 1997 drei große Glocken gegossen. letztere wurden am 21. September 1997 geweiht.
Die große Stahlglocke wurde unter der Glockenstube aufgehängt. Sie wird am Volkstrauertag angeschlagen, die kleine Stahlglocke wurde am Gefallenendenkmal aufgestellt. Die jetzige Uhrglocke, mit dem Ton d‘‘, wurde 2008 ebenfalls bei Rincker gegossen.
Die Uhrglocke von 1983 wurde an die benachbarte Alt-Katholische Kirche St. Maria Angelica abgegeben, wo diese mit einer zugegossenen Glocke in den Dachreiter der Kirche gehängt wurden. 
- Glocke 1: Auferstehungsglocke, Ton: d‘+9,  Durchmesser: 1.387 mm, Gewicht: 1.754 kg, Gießer: Rincker / Sinn, Gussjahr: 1997
- Glocke 2: Heimatglocke, e‘+9, 1.255 mm, 1.298 kg, Rincker / Sinn 1997
- Glocke 3: Versöhnungsglocke, g‘+10, 1.075 mm, 858 kg, Rincker / Sinn 1997
- Glocke 4: Friedensglocke, h‘+9, 820 mm, 346 kg, Rincker / Sinn 1984
- Glocke 5: Uhrglocke, d‘‘, 225 kg, Rincker / Sinn 2008